# Triainolepis xerophila
Triainolepis xerophila är en måreväxtart som först beskrevs av Cornelis Eliza Bertus Bremekamp, och fick sitt nu gällande namn av Jesper Kårehed och Birgitta Bremer. Triainolepis xerophila ingår i släktet Triainolepis och familjen måreväxter.
Artens utbredningsområde är Madagaskar. Inga underarter finns listade i Catalogue of Life.